# Río Iregua
Der Río Iregua ist ca. 62 km langer südlicher Nebenfluss des Ebro in der Provinz La Rioja im Norden Spaniens.

## Verlauf
Das Quellgebiet des Río Iregua befindet sich im Süden des Parque Natural Sierra de Cebollera in einer Höhe von rund 1900 m am Hoyos de Iregua. Der Fluss durchquert die Region La Rioja in nordöstlicher Richtung um schließlich wenige Kilometer östlich der Stadt Logroño in den Ebro zu münden. Mit rund 60 % hat er einen wesentlichen Anteil an der Trinkwasserversorgung in der Region La Rioja. Das gesamte Einzugsgebiet (cuenca) umfasst ca. 663 km².  

## Orte
Orte am Río Iregua (in Fließrichtung) sind: Villoslada de Cameros, Villanueva de Cameros, Pradillo, Torrecilla en Cameros, Viguera, Nalda, Albelda de Iregua, Alberite, Villamediana de Iregua; östlich der Stadt Logroño mündet der Iregua in den Ebro.

## Wein
Kleinere Uferflächen bei Nalda, Albelda de Iregua, Alberite und Villamediana de Iregua gehören zum Weinbaugebiet der Rioja Alta. Der Río Iregua bildet die Grenze zum östlich angrenzenden Weinbaugebiet der Rioja Baja.

## Nebenflüsse und Stauseen
Außer einigen Bächen (arroyos oder barrancos) hat der Río Iregua keine Nebenflüsse.

## Sehenswürdigkeiten
Wichtigste Sehenswürdigkeit am Río Iregua ist die mittelalterliche Bogenbrücke bei Viguera, die oft fälschlicherweise als „Römerbrücke“ bezeichnet wird.